# امیل گئورگیان
امیل سُسی گئورگیان (ارمنی: Էմիլ Սոսի Գևորգյան؛  زادهٔ ۲۷ ژوئن ۱۹۴۷) یک زیست‌شیمیدان و زیست‌فیزیکدان اهل ارمنستان است.

## زندگی‌نامه
در در ۲۷ ژوئن ۱۹۴۷ ایروان به دنیا آمد و از دانشگاه دولتی ایروان (۱۹۷۰) فارغ‌التحصیل شد. و در همان دانشگاه فعالیت می‌کند. وی عضو مکاتبه‌ای فرهنگستان ملی علوم ارمنستان می‌باشد. وی همچنین برنده دانشمند شایسته جمهوری ارمنستان شده است.

## یادداشت
1. ↑  կենսաբանական գիտությունների դոկտոր